# محمد بن أحمد الديروطي
محمد بن أحمد الديروطي (ت. 921 هـ / 1515 م) واعظ مصري أزهري.
هو محمد بن أحمد، أبو عبد الله، شمس الدين الديروطي ثم الدمياطي.

## آثاره
له كتب، منها:
- «المنظومة الدمياطية» أو القصيدة الدمياطية» ، قصيدة في التوسل بأسماء الله الحسنى. نسخة مخطوطة منه في جامعة الملك سعود.[3]
- «الفوائد الجلية في حل ألفاظ الأندلسية».[4]